# Santiago Tetepec
Santiago Tetepec là một đô thị thuộc bang Oaxaca, México. Năm 2005, dân số của đô thị này là 4708 người.